# Rosenmalva
Rosenmalva eller rosenkattost (Malva alcea) är en art i familjen malvaväxter. Den är en av de storblommigaste inom malvasläktet och har därför till och med jämförts med stockrosen (Althaea rosea), även om växten endast uppnår oansenlig höjd, sällan en meter. Om dess blommor har en svensk botaniker sagt, att "de äro de skönaste, som växa på örtstam" (Sv. Bot.). Arten verkar vara ursprunglig på flera orter i södra och sydöstra Sverige, men visar dessutom stor lätthet att förvilda sig ur trädgårdar och träffas på flera ställen kring städer och gårdar i mellersta Sverige och sydligaste Finland. Den sprider sig helst på hård och torr gräsmark, lokaler, som närmast liknar de stäppartade betesmarkerna i medelhavstrakterna och för vilka denna art är tydligt avpassad genom den kraftiga, hårda och sega stammen (både jordstammen och stjälken), samt örtståndets gråaktiga beklädnad av stjärnhår (jämför med till exempel sandvitan).

## Sorter
- 'Alba' - vita blommor.
- 'Colonial Pink' - rosa blommor, till 90 cm.
- 'Fastigiata' - hög, upprätt sort.

## Synonymer
- Alcea palmata Gilib.
- Bismalva alcea Medik.
- Bismalva fastigiata Fourr.
- Malva abulensis Cav.
- Malva alcea ssp. fastigiata Nyman
- Malva alcea ssp. multidendata Koch
- Malva bilobata Merino
- Malva cannabina Serres
- Malva colmeroi Willk.
- Malva excisa Reichenb.
- Malva intermedia Bor.
- Malva italica Poll.
- Malva lagascae Lázaro Ibiza & Tubilla
- Malva lobata Cav.
- Malva ribifolia Viviani.